# Jostmeiers Berg
Der Jostmeiers Berg ist ein 260,5 m ü. NN hoher Berg im Südosten von Bielefeld. Der Berg gehört zu einem Nebenkamm des Teutoburger Waldes im Bielefelder Stadtbezirk Senne (Ortsteil Buschkamp) und liegt zwischen Bokelberg und Hellegrundsberg. Auf einem Grat, circa 50 Meter unterhalb des Gipfels, befindet sich mit der Zwergenhöhle die einzige natürliche Höhle im Bielefelder Stadtgebiet. Von dem Gipfel des Berges bietet sich eine gute Fernsicht auf Teile des Bielefelder Stadtbezirks Sennestadt.